# Флагстед, Айра
Айра Джеймс «Пит» Флагстед (англ. Ira James «Pete» Flagstead; 22 сентября 1893, Монтейг, Мичиган — 13 марта 1940, Олимпия, Вашингтон) — американский бейсболист, аутфилдер. Выступал в Главной лиге бейсбола с 1917 по 1930 год. Член клубного Зала славы «Бостон Ред Сокс».

## Биография

### Ранние годы и начало карьеры
Айра Флагстед родился 22 сентября 1893 года в Монтейге в штате Мичиган. Один из четырёх детей в семье. Его отец Уильям был выходцем из Норвегии, он работал матросом на судах, ходивших по Великим озёрам. Мать Изабель была немкой, по данным переписи населения 1910 года она была служанкой. Семья жила в Маскигоне через дорогу от бейсбольного поля, поэтому Флагстед с детства увлёкся игрой. К 16-летнему возрасту он стал кэтчером городской команды «Маскигон Индепендентс».
В начале 1910-х годов Флагстед отправился путешествовать по стране и осел в штате Вашингтон. Сначала он работал на лесопилке в Литлроке, а затем переехал в Олимпию, где был рабочим на мельнице и слесарем на железной дороге. В 1913 году он начал играть кэтчером за полупрофессиональную команду «Олимпия Сенаторз». Ему предлагали пройти просмотр в клубе из Сиэтла, но зарплата там была меньше, чем он получал на основной работе.
В 1917 году Флагстед увлёкся боксом, но после первого же выхода на ринг передумал и решил сосредоточиться на бейсболе. Его выступления за заводскую команду привлекли внимание Фрэнка Рэймонда, тренировавшего клуб «Такома Тайгерс». В его составе он провёл два месяца, после чего «Детройт Тайгерс» выкупили контракт Флагстеда за 750 долларов.
В июле 1917 года он дебютировал в Главной лиге бейсбола. Флагстед сыграл за «Тайгерс» в четырёх матчах, после чего вернулся доигрывать сезон в «Такому». Его показатель отбивания в Северо-западной лиге составил 37,6 %. В прессе отмечали, что он плохо защищался, но болельщиков больше интересовала игра на бите. Следующий сезон Флагстед начал в Чаттануге Лукаутс, где по итогам 49 матчей его эффективность на бите составила 37,9 %. Затем он был призван на военную службу. Его направили в Кемп-Кастер, в одну из артиллерийских частей, где Флагстед получил звание сержанта первого класса. Его подразделение должно было быть переброшено в Европу, но война закончилась и в январе 1919 года он был демобилизован.

### Детройт Тайгерс
Перед сезоном 1919 года он вернулся в состав «Детройта». В команде было достаточно кэтчеров и главный тренер Хьюи Дженнингс перевёл его на место аутфилдера. В своём первом полноценном чемпионате Флагстед провёл 97 матчей, отбивая с показателем 33,1 %. Журнал Sporting News писала о нём как об одном из главных открытий сезона. Тогда же появились первые слухи о том, что им интересуется владелец «Бостон Ред Сокс» Харри Фрейзи.
В 1920 году в его игре наступил типичный для проводящих второй сезон игроков спад. Эффективность игры на бите снизилась до 23,5 %. В 1921 году бывший играющим тренером команды Тай Кобб решил попробовать Флагстеда на месте шортстопа, несколько игр он провёл на второй и третьей базах. Пробиться в состав «Тайгерс» в тот период было очень сложно. Флагстед провёл 85 матчей с показателем отбивания 30,5 %, но он оказался ниже среднего по команде 31,6 %. В 1922 году его игровое время сократилось ещё вдвое, а в апреле следующего года он был обменян в «Бостон».

### Бостон Ред Сокс
В «Ред Сокс» Флагстед занял место основного правого аутфилдера. В 1923 году он провёл 109 матчей с показателем отбивания 31,2 % и установил личный рекорд, выбив восемь хоум-ранов. В дальнейшем его перевели в центр аутфилда, где он стал одним из самых ярких оборонительных игроков лиги. Бейб Рут говорил, что Флагстед лишал его десяти хоум-ранов каждый год.
В сезоне 1924 года Флагстед был первым отбивающим команды. Он сыграл 149 матчей с эффективностью 30,7 % и 106 набранными ранами. В межсезонье он готовился с использованием мячей меньшего размера, развивая свой глазомер. В 1925 году Флагстед провёл 148 игр. В следующем сезоне у него было меньше игрового времени из-за перелома ключицы и дисквалификации за споры с ампайром, но на его результативность это повлияло не сильно.
В 1927 и 1928 годах он провёл 131 и 140 матчей соответственно, оставаясь надёжным игроком, несмотря на возраст. «Ред Сокс» в тот период, когда за них играл Флагстед, были слабой командой, но он заработал любовь болельщиков. Летом 1928 года поклонники команды даже подарили ему автомобиль. Флагстед провёл в «Бостоне» шесть лет, став одним из самых результативных игроков в истории клуба. Команду он покинул весной 1929 года, когда место в центре аутфилда занял более молодой Джек Ротрок.

### Завершение карьеры
В мае 1929 года «Ред Сокс» отчислили Флагстеда. Он перешёл в «Вашингтон Сенаторз», но провёл за команду всего восемнадцать игр. Его результативность оставляла желать лучшего, а деньги по контракту полагались значительные. Когда «Сенаторз» лишились шансов бороться за титул, владелец клуба Кларк Гриффит исключил его из состава.
Оставшуюся часть чемпионата 1929 года Флагстед провёл в «Питтсбурге», в 26 играх отбивая с эффективностью 28,0 %. Следующий сезон стал для него последним в лиге. В 1930 году он сыграл 44 матча с показателем отбивания 25,0 %. В августе «Пайрэтс» от него отказались. Окончательно Флагстед завершил карьеру в 1931 году, после сезона в Лиге Тихоокеанского побережья в составе клубов из Сиэтла и Портленда.

### После бейсбола
Закончив карьеру, Флагстед вернулся в штат Вашингтон. Он занимался разведением птицы, играл в бейсбол на любительском уровне. Его избрали в Зал спортивной славы штата. В августе 1939 года он серьёзно заболел и спустя несколько месяцев скончался. Ему было всего 46 лет.
В 2016 году он посмертно был избран в Зал славы «Бостон Ред Сокс».